# С-500
ЗРС С-500 «Прометей», 55Р6М «Тріумфатор-М» — російський зенітний ракетний комплекс (ЗРК), який розробляється концерном «Алмаз-Антей».
С-500 — це нове покоління зенітних ракетних систем, в якому передбачається застосувати принцип роздільного вирішення завдань знищення балістичних та аеродинамічних цілей. Основне завдання комплексу — боротьба з бойовим оснащенням балістичних ракет середньої дальності: самостійно можливе перехоплення БРСД з дальністю пуску до 3 500 км, а за необхідності також МБР на кінцевій ділянці траєкторії й, в певних межах, на середній ділянці. Від цих засобів ураження буде забезпечуватися прикриття окремих регіонів, великих міст, промислових об'єктів та пріоритетних стратегічних цілей. Знищення гіперзвукових крилатих ракет, літаків та БПЛА як звичайних висотних, так і типу «waverider» (гіперзвукових ракет зі швидкістю 5 Махів та вище), знищення низькоорбітальних супутників та космічних засобів ураження, що запускаються з гіперзвукових літаків, ударних гіперзвукових БПЛА та орбітальних платформ.

## Опис

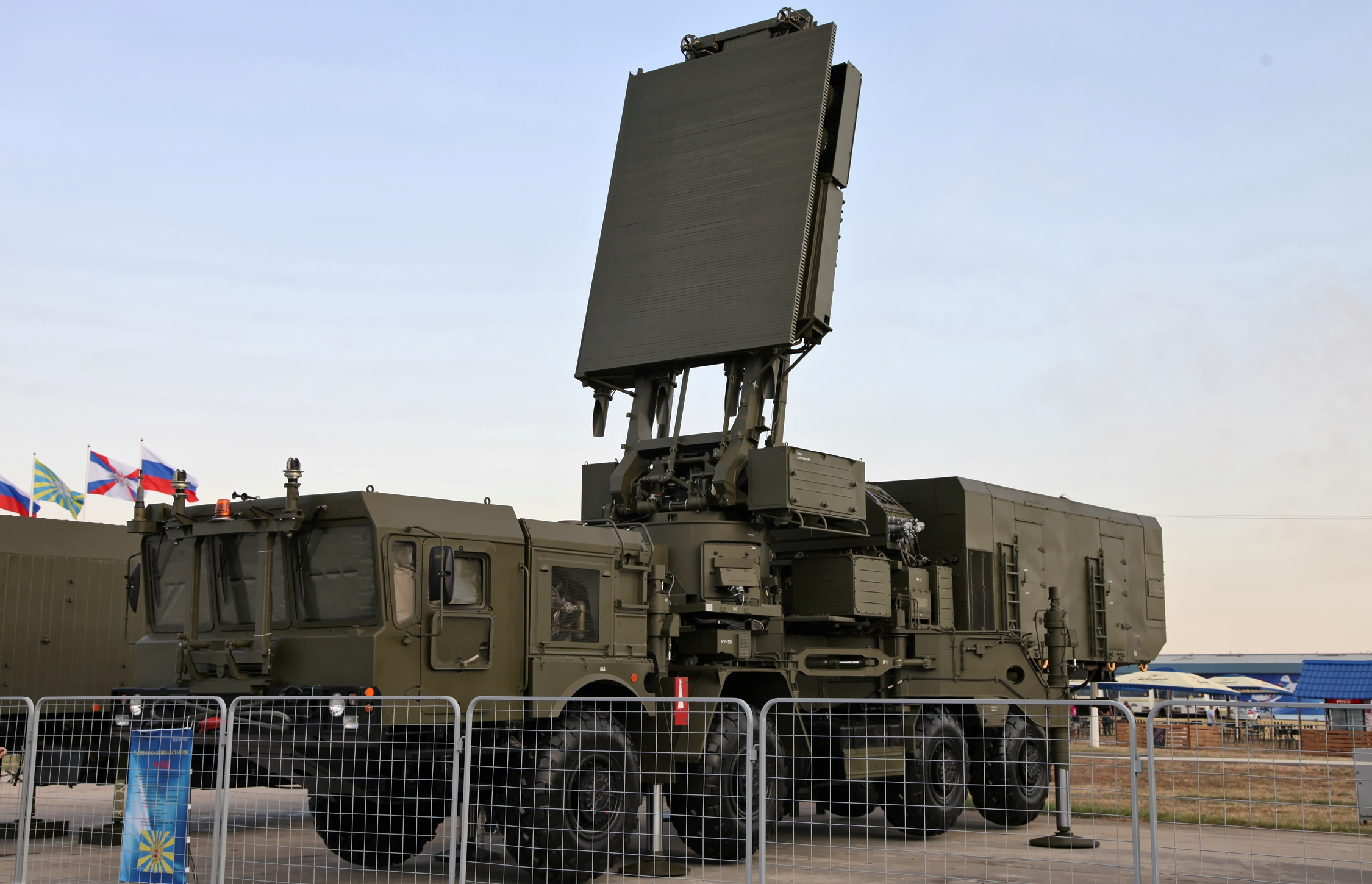
Всевисотний виявляч 96Л6

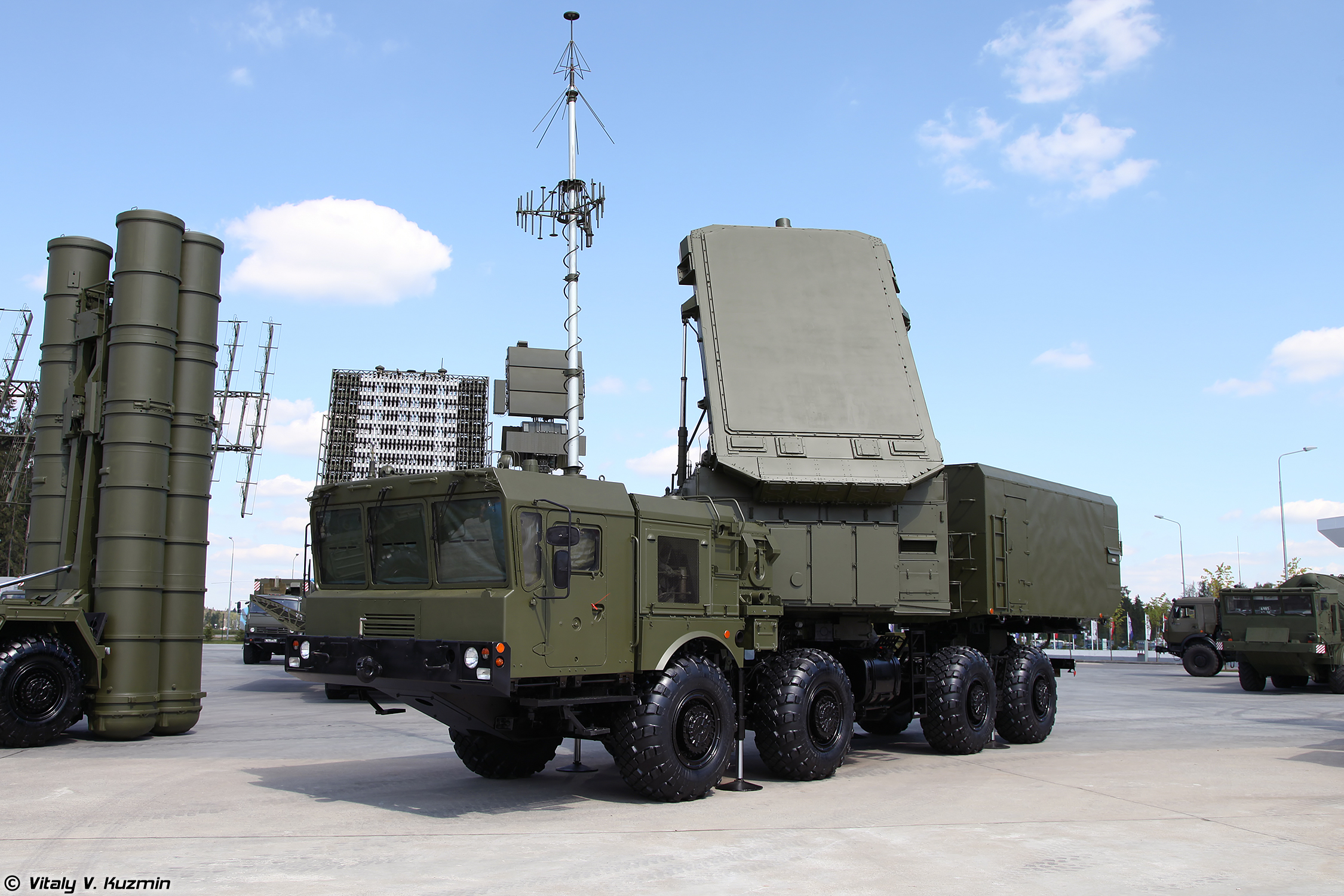
Радар дальнього виявлення 92Н6А

Комплекс інтегровано в єдину мережу з системами С-400, С-300ВМ4 (Антей-2500) та С-350 (Витязь), утворюючи комплексну систему ППО. Комплекс С-500 уніфікований з модернізованою системою ППО Москви та Московського округу А-135 «Амур», для перехоплення цілей до 3 км/с.
Із запланованим радіусом дії ЗКР 600 км, він буде здатний виявити та одночасно вразити до 10 балістичних надзвукових цілей, що летять зі швидкістю до 7 км/с, а також можливість ураження бойових блоків гіперзвукових крилатих ракет..
Система С-500, яка розробляється зараз, буде мати можливість знищувати ракети середньої дальності, оперативно-тактичні ракети, а також збивати ракети в ближньому космосі та таким чином буде носити елементи стратегічної протиракетної оборони, — заявив заступник головкому ВПС РФ з ППО генерал-лейтенант Сергій Разиграєв, — Система С-300, що стоїть на озброєнні, поки, наприклад, не здатна знищувати оперативно-тактичну ракету по швидкості— Замглавкома ВПС: Система С-500 буде елементом стратегічної протиракетної оборони
Основою конструкції антенного поста виробу є радар з АФАР, що працює в X-діапазоні. Про дальності виявлення цілей системою С-500 заявлено, що вона «збільшиться на 150—200 км» у порівнянні з С-400.

## Розроблення
Розроблення розпочато 2010 році. Станом на серпень 2011 року завершено ескізний етап проєктування, продовжується технічне проєктування. За словами командувача військами ВКО генерала-майора Олександра Головка, на листопад 2013 ВАТ «Концерн ППО „Алмаз — Антей“», розробник вищевказаної системи, вже виготовив окремі засоби системи та приступив до їх випробувань. Роботи зі створення системи в цілому планується завершити найближчим часом, а перший серійний зразок повинен надійти у війська вже через кілька років. " С-500 матиме власні ракети — 40Н6М, 77Н6-Н і 77Н6-Н1 які мала отримати у 2014—2015 роках.
Наприкінці лютого 2014 голова президії експертної ради Повітряно-космічної оборони Ігор Ашурбейлі заявив, що спостерігається відставання за термінами розробки та випробувань зенітної ракети для комплексу С-500. При цьому він зазначив, що можливо і погіршення характеристик ракети порівняно з затвердженим техзавданням, що, за його словами, може поставити під сумнів необхідність подальших робіт.
С-500 є новим комплексом зенітних ракетних систем, яка є подальшим розвитком С-300 з їх модернізованими версіями та С-400. Передбачається, що під час використання ЗРС буде застосовуватися принцип роздільного вирішення завдань знищення балістичних та аеродинамічних цілей. ЗРС створений для боротьби з бойовим оснащенням балістичних ракет середньої дальності.

### Ракети
Нові ракети 77Н6-Н та 77Н6-Н1 є розробкою ВАТ МКБ «Факел», і призначені для перехоплення цілей зі швидкістю до 7 км/с. По ракеті 77Н6-Н є підтвердження щодо розробки, але стосовно 77Н6-Н1 інформація відсутня. Ракета 77Н6-Н є версією ракети 9М82 від С-300В, але з потужнішим першим ступенем що і має забезпечити дальність ураження 500—600 км та призначена боротися з балістичними ракетами. Але 9М82 не має функції кінетичного перехоплення, а лише функцію близького підриву.
Ракета 40Н6М має дальність польоту 400 км і не є новою в цілому бо на С-400 вже використовується 40Н6. Можливе наведення з літака ДРЛВУ А-50У, а також з важких середньовисотних дронів типу «Сіріус» та космічних джерел.

## Випробування
В останніх числах червня 2014 року було успішно випробувано протиракету, яка передбачалася для комплексу С-500.
У травні 2018 року Росія провела тест далекобійної зенітної ракети з системою С-500. За повідомленнями, які посилаються на неназвані джерела, знайомі з розвідданими США щодо програми, С-500 вдалося вразити ціль на відстані 482 км.
4 червня 2019 року Міністерство оборони Росії опублікувало відео, що демонструє успішний запуск нової системи протиракетної оборони у вигляді далекобійної зенітної ракети. Хоча тип випробовуваної системи протиповітряної оборони не був зазначений, було широко поширено припущення, що це було випробування системи далекобійних зенітних ракет С-500 «Прометей».
У липні 2021 року Міністерство оборони Росії оприлюднило перші публічні кадри бойового випробування нової системи протиракетної оборони С-500 на полігоні Капустин Яр.
РЛС 98Л6 «Енисей» пройшов випробування у 2020−2021 роках та був прийнятий на озброєння після 2022 року.

## Склад комплексу
С-500 має наступні складові комплексу:
- пункт бойового управління 85Ж6-1 та РЛС дальнього виявлення 60К6;
- протилітакову частину (55Р6М) — КП 55К6МА, РЛС 91Н6АМ (дальнього виявлення (балістичних цілей)), РЛС 96Л6-1 «Єнисей» (або РЛС 98Л6[26]), ПУ 51П6М (на базі МЗКТ-7930) (або ПУ 55П6 на базі БАЗ-6909), ракети 40Н6М;
- протиракетну частину (98Ж6М1) — ПБО 85Ж6-2, РЛС 76Т6 та 77Т6 з активною фазованою антенною решіткою (АФАР) Х-діапазону, ПУ 77П6 (на базі БАЗ-69096) по дві ракети, протиракети 77Н6-Н та 77Н6-Н1, а також опційно — рухома вишка для антеного посту 40В6МТ;

## Характеристики[4][11]
- Висота ураження цілі — 100—200 км;
- Радіус ураження цілі ЗКР — 500—600 км;
- Дальність дії — 30 — 3500 км;
- Одночасне супроводження повітряних цілей — 20 шт.;
- Кількість одночасно уражених балістичних надзвукових цілей — 10 шт.;
- Швидкість перехоплюваних ракет — 7 км/с;
- Максимальна дальність видачі цілевказання для балістичних цілей — 2000 км;
- Максимальна дальність видачі цілевказання для мішеней з ЄПР 4 м2 — 1300 км;
- Максимальна дальність видачі цілевказання для стратегічних літаків — 1670 км;
- Помилка цілевказання на максимальній дистанції — 2 км;
- Середньоквадратична помилка визначення точки падіння БР — 15 км;
- Час розгортання з похідного стану — 10 хв.

## Корабельна версія
Також планується розробка корабельної версії зенітних ракетних комплексів С-500, зокрема для встановлення на авіаносці проєкту «Шторм»

## Історія експлуатації
Перший прототип С-500 заступив на бойове чергування в Москві 13 жовтня 2021 року у 1-шу армію спеціального призначення протиповітряної та протиракетної оборони.
У червні 2024 року Україна заявила, що С-500 було розгорнуто на Кримському півострові для захисту Керченського мосту.
| | Посилюється система російської ППО. Це цілком очевидно і зрозуміло. Найновіші елементи С-500 з'явилися. Це в принципі буде їхнє дослідне застосування, але вони вже з'явилися у Криму |
| — Кирило Буданов, начальник ГУР МОУ, https://24tv.ua/rosiyani-rozmistili-okupovanomu-krimu-novitni-zrk-s-500-shho_n2574987 | |

Під час свого оперативного дебюту в Україні С-500 виявилася неуспішною у захисті від українських ракет MGM-140 ATACMS.
7 серпня 2025 року стало відомо що ГУР в Криму уразила радари РЛС, один з яких найімовірніше є РЛС 98Л6 «Енисей».

## Експорт
У вересні 2021 року заступник прем'єр-міністра Росії Юрій Борисов заявив, що Індія може бути перспективним і, ймовірно, першим покупцем С-500. Станом на 2024 рік ці прогнози так і не стали реальністю, Індія не стала закуповувати С-500 у Росії.